# Consolidated C-87 Liberator Express
Consolidated C-87 Liberator Express byl transportní letoun stavěný během 2. světové války pro armádu Spojených států amerických (United States Army Air Forces), který byl odvozen od těžkého bombardéru B-24 Liberator. V závodě společnosti Consolidated Aircraft ve Fort Worth v Texasu bylo současně s letouny B-24 vyrobeno 287 strojů C-87. Přestavěné letouny C-87 označené AT-22 sloužily k výcviku palubních inženýrů v rámci USAAF, stroje sloužící u námořnictva Spojených států (US Navy) pro transport VIP osob nesly označení RY a stroje sloužící ke stejnému účelu u Královského letectva (RAF) nesly označení Liberator C.IX.

## Vývoj a popis
Letoun C-87 byl spěšně navržen na počátku roku 1942 k naplnění potřeby na těžký transportní letoun pro přepravu nákladu a osob na delší vzdálenosti a s lepšími výkony ve vyšších letových hladinách než v té době všeobecně rozšířený transportní letoun C-47 Skytrain sloužící u USAAF.
Letoun byl upraven do transportní verze různými úpravami, které zahrnovaly odstranění střeleckých věží a další výzbroje, společně s instalací zesílené podlahy v nákladovém prostoru, včetně podlahy v bývalé pumovnici. Prosklená příď pro bombometčíka byla nahrazena kovovou odklápěcí přídí, která sloužila pro nakládání nákladu do přední části letounu. Nákladové dveře byly přidány na levou stranu trupu přímo před ocasní část a na boky trupu byly umístěny řady oken.
Letoun C-87 mohl být v nákladovém prostoru vybaven odnímatelnými sedadly nebo patrovými lůžky k přepravě osob. Ve své konečné podobě mohl letoun C-87 přepravovat 20 až 25 osob nebo 5 443 kg (12 000 liber) nákladu. Kvůli překážkám a nedostatku určitých dílů v době válečné výroby bylo mnoho letounů C-87 osazeno dmychadly s nižším plnicím tlakem a výkonem než u bojových letounů B-24. To se nepříznivě odrazilo na jejich maximálním dostupu a stoupavosti.

### C-87A pro VIP přepravu
V roce 1942 a 1943 bylo několik C-87 přestavěno pro luxusní přepravy VIP osob. Letouny byly vybaveny izolacemi, polstrovanými sedačkami, přepážkami a dalším vybavením. Upravené letouny mohly nést 16 cestujících. Dostaly označení C-87A. Jeden C-87A s číslem 41-24159 byl v roce 1943 exkluzivně upraven jako prezidentský letoun pojmenovaný Guess Where II, který byl zamýšlen pro přepravu prezidenta USA, kterým byl Franklin Delano Roosevelt, při mezinárodních cestách. Nakonec byl přijat, a měl se stát prvním letounem ve službách prezidenta Spojených států amerických, vlastně prvním Air Force One. Nicméně tajné služby si po zkušenostech s letounem v Asii nebyly jisté úrovní bezpečnosti, a proto rozhodně odmítly doporučit letoun Guess Where II k přepravě prezidenta. Guess Where II byl poté používán pro přepravu členů Rooseveltovy vlády. V březnu 1944 tento letoun přepravoval Eleanor Rooseveltovou během charitativní cesty po několika zemích Latinské Ameriky.

## Operační historie

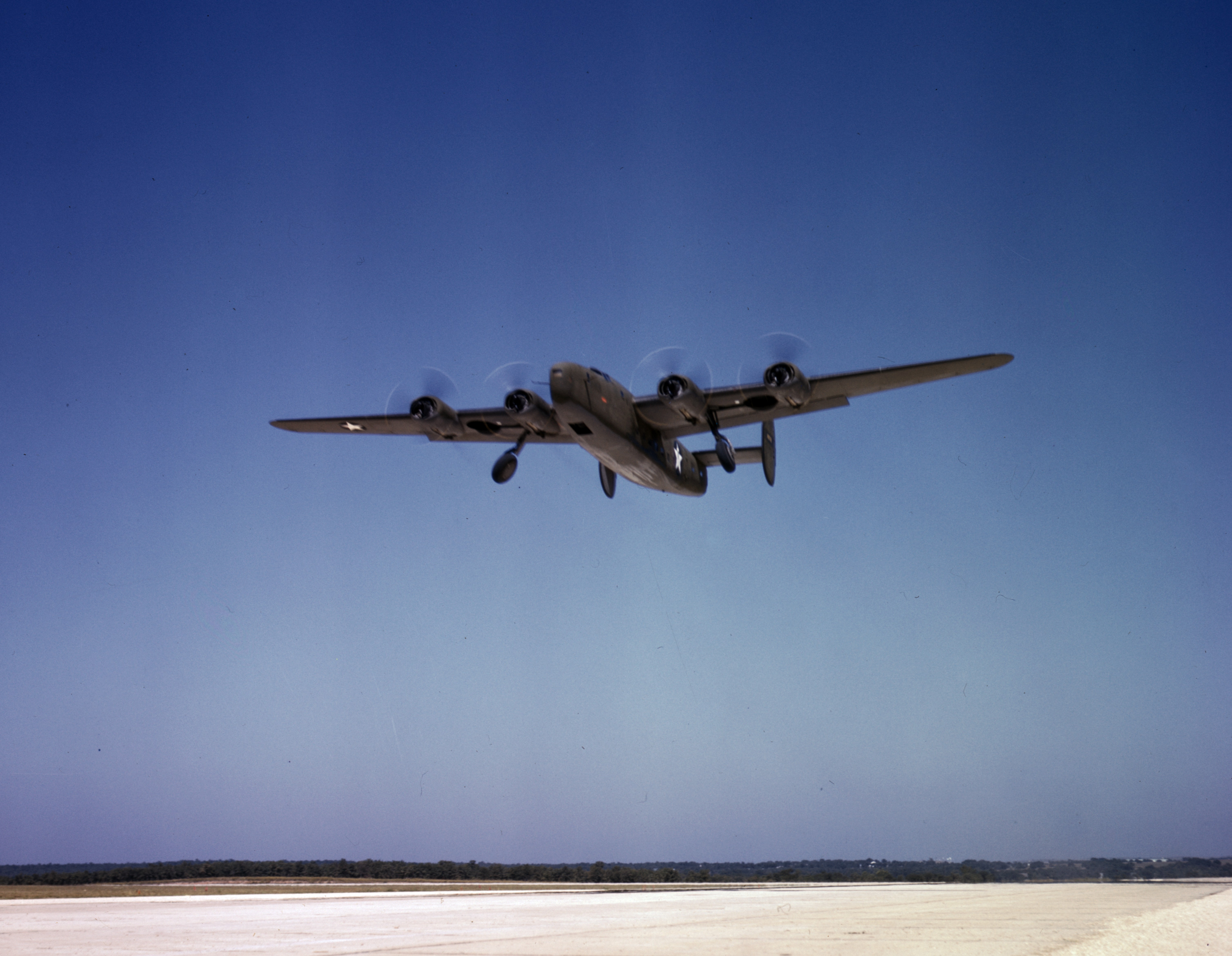
C-87 Liberator Express startuje ke zkušebnímu letu. Consolidated Aircraft Corp., Fort Worth, Texas, říjen 1942

Většinu letounů C-87 provozovalo americké velitelství transportního letectva (Air Transport Command), kde létali civilní piloti původně pracující pro civilní letecké společnosti v USA. Letouny byly původně používány na zaoceánských trasách, které byly příliš dlouhé pro letouny C-47. Po japonské invazi do Barmy v roce 1942, byly letouny C-87 používány k dopravě válečného materiálu z Indie do Číny po trase nazývané „The Hump“ (Hrb), což byla zrádná letecká trasa přes Himálaj. Když byla tato trasa založena, byl letoun C-87 jediným v té době dostupným americkým transportním letadlem, které mělo dost dobré výkony ve velkých výškách, aby mohlo létat na této trase i s velkým nákladem.
Letoun C-87 byl sužován četnými problémy a měl špatnou pověst u posádek. Americký pilot a autor knih i filmů Ernest K. Gann ve své knize „Fate is the Hunter“ napsal: „Byly to zlé mizerné mašiny, nic jako poměrně efektivní stroje B-24, tedy až na vzhled.“ Stížnosti se točily kolem nešikovného rozložení ovládacích prvků, častých problémů s motory, úniků z hydrauliky a znepokojivé tendence ztrácet elektrickou energii v kokpitu během startu a přistání. C-87 také špatně stoupal, když byl těžce naložen, což byla nebezpečná vlastnost při startech z neupravených deštěm promáčených letišť v Indii a Číně. Mnoho letounů bylo ztraceno při kolizích s okolním terénem těsně po startu. Ernest K. Gann ve své knize líčí těsné minutí Tádž Mahalu po startu těžce zatíženého letounu C-87. Letadla nesla na dlouhých trasách pomocné palivové nádrže, které byly připojeny často netěsným palivovým potrubím, které vedlo prostorem pro posádku. Posádka se často potýkala se škodlivými výpary z paliva a navíc v letounu vznikalo výbušné prostředí. Letoun C-87 měl také tendenci dostat se do neovladatelné ztráty vztlaku nebo vývrtky v případě vytvoření námrazy na letounu, což nebyl při letech přes Himálaj neobvyklý jev. Gann napsal: „… že neunesl dostatek ledu k ochlazení jedné sklenice.“
Letoun se také mohl stát za letu nestabilním vlivem posunutého těžiště při nevhodném rozložení nákladu. Tato podélná nestabilita vznikla uspěchaným vývojem tohoto transportního letadla z těžkého bombardéru. Na rozdíl od běžného transportního letounu, který je už od počátku navrhován s nákladovým prostorem, který má bezpečnostní rezervu pro možné nerovnoměrnosti v rozložení nákladu, byl letoun B-24 navržen s přesně umístěnou pumovnicí s nákladem bomb, a proto byl i mnohem citlivější na nesprávné rozložení nákladu. Tento problém ještě zhoršovaly naléhavé přepravní potřeby v čase války a také neschopnost Velitelství transportního letectva USAAF správně proškolit z této zvláštnosti členy leteckého personálu, kteří odpovídali za výpočet nákladu a jeho rozložení. To, že letoun byl původně koncipován jako bombardér, bylo také považováno za příčinu častého zborcení předního podvozku. Jeho pevnost byla dostatečná pro letoun, který odhodil svůj náklad pum ještě před přistáním na dobře udržované vzletové a přistávací dráze, ale pro opakovaná tvrdá přistání na špatných drahách, navíc s velkým nákladem, se prokázal být nedostatečný.
24 strojů C-87 bylo dodáno RAF (Royal Air Force) pod označením Liberator C Mk.VII. Dne 14. března 1945 krátce po vzletu z britsko-americké základny na ostrově Terceira v souostroví Azorské ostrovy zahynula osádka Liberatoru, patřící k 246. peruti dopravního letectva RAF. Šestičlennou osádku tvořili čtyři českoslovenští a dva britští letci. Kapitán letounu ppor. Václav Jílek, rodák z Písečné, navigátor škpt. Alois Volek, rodák z Vídně, radiotelegrafista rtm. Dalibor Brochard z Nitry, palubní mechanik rtm. Ludvík Kondziolka z Polské Lutyně, druhý pilot ppor. P. R. Walker a navigátor škpt. Alistair K. Mudroch. Stroj odstartoval v 01:10 hod z letiště Lagena k téměř 2000 km dlouhému letu do Anglie. Z počátku vše probíhalo normálně. Letoun odstartoval, nabral výšku a začal točit doprava, aby nasadil kurz na Anglii. Dále lze pouze dohadovat na technickou poruchu. Faktem zůstává pouze, že pouhé 3 minuty po vzletu stroj vrazil do kopce vzdáleného 6,5 km.
O několik dní po havárii obdržel z Azorských ostrovů štkp. Alois Kubita, čsl. styčný důstojník u Transport Command následující podrobnosti. "Jílek (velitel letadla a pilot) byl poučen den před startem. Hlásil "airborne OK" (start v pořádku) a kontrolor (navigátor Volek) odeslal "turn right" (točit doprava), což telegrafista potvrdil. Na nové volání kontrolora začal točit, ale v tom již zachytil o kopec. Havaroval a všichni shořeli. Podle uražených větví bylo evidentní, že byl již nakloněn v pravotočivé zatáčce. Byla tma, ale noc byla jasná." Nelze vyloučit, že příčinou bylo vysazení motoru, ale jde o pouhou domněnku, neboť vrak byl v takovém stavu, že tuto verzi nemohla vyšetřovací komise ani potvrdit, ani vyvrátit. Všichni čtyři Čechoslováci byli bývalými příslušníky 311. peruti, kde odlétali operační turnus.
Při katastrofě zahynulo také dalších 13 pasažérů, příslušníků RAF, RCAF a RN. Všichni jsou pochováni na azorském válečném hřbitově nedaleko od letiště Lajes.
Letouny C-87 byly rychle nahrazeny letouny Douglas C-54 Skymaster a Curtiss-Wright C-46 Commando, které měly podobné výkony ve velkých výškách v kombinaci s vyšší spolehlivostí a lepšími letovými vlastnostmi. Některé zbývající letouny byly přestavěny pro přepravu VIP osob a pro výcvik posádek. Další byly k přepravě VIP prodány Královskému letectvu.

## Varianty

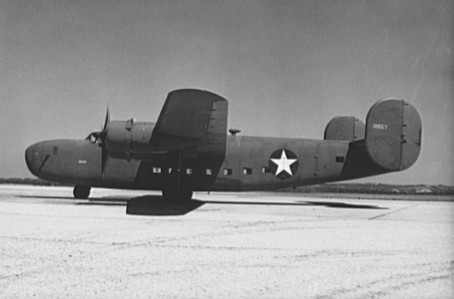
Boční pohled na letoun C-87 (rok 1942).

C-87
Transportní varianta letounu B-24D pro USAAF se sedadly pro 25 cestujících. Postaveno 278 strojů.
C-87A
VIP verze pro 16 cestujících. Postaveno 6 strojů (3 pro USAAF a 3 pro US Navy s označením RY-1).
C-87B
Plánovaná ozbrojená varianta. Nebyla postavena.
C-87C
Plánovaná varianta letounu RY-3 pro USAAF. Označení nebylo použito.
C-109
Zvláštní varianta pro přepravu paliva s šesti nádržemi na palivo. Mohl nést 2 400 gallonů paliva.
RY-1
Označení US Navy pro tři letouny C-87A, které dříve patřily USAAF. Přepravovaly až 16 cestujících.
RY-2
Plánovaná ozbrojená varianta. Nebyla postavena.
RY-3
Letouny C-87 s jednoduchou ocasní plochou jako u letounů PB4Y-2 Privateer. Postaveno 39 strojů, které používalo RAF, USMC a jeden byl používán RCAF.
AT-22
Pět letounů C-87 používaných pro výcvik palubních inženýrů, které byly později přeznačeny TB-24D.
Liberator C.IX
Označení 26 letounů RY-3 v rámci RAF, které byly dodány v rámci smlouvy o půjče a pronájmu.

## Specifikace (C-87)

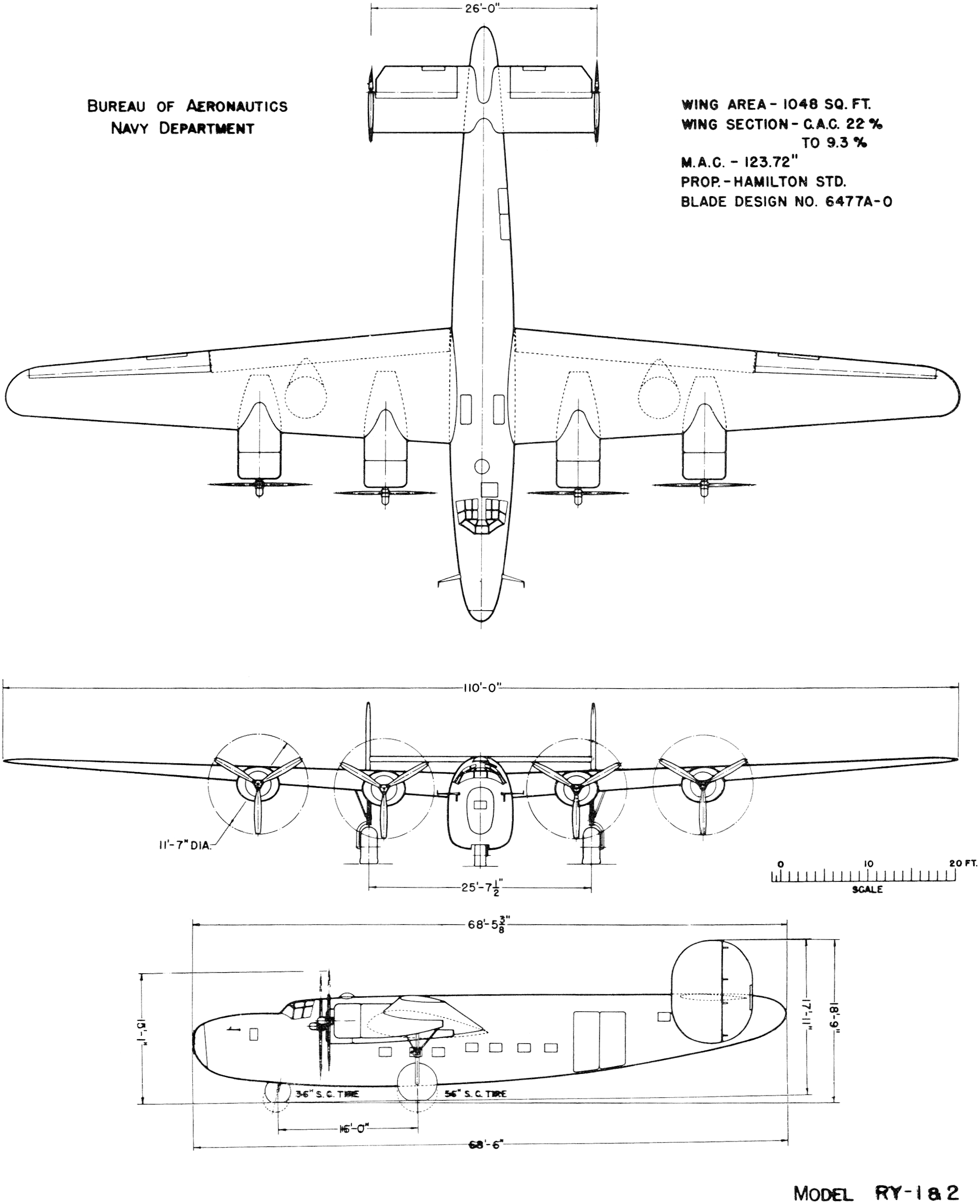
Třípohledový nákres

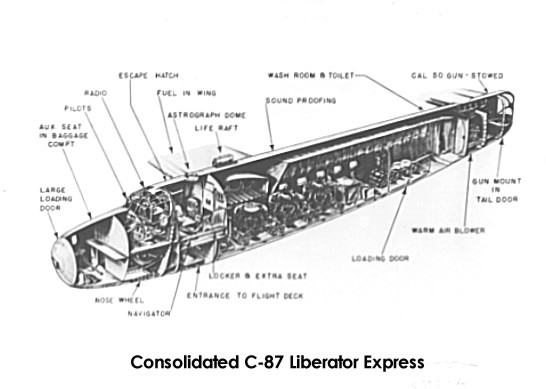
Nákres řezu trupem letounu C-87 Liberator Express.

Technické údaje pocházejí z publikace „Jane's Fighting Aircraft of World War II“.

### Technické údaje
- Posádka: 4 (pilot, druhý pilot, navigátor, radiooperátor)
- Kapacita: až 25 cestujících
- Užitečný náklad: 4 540 kg (při letu na vzdálenost 1 600 km)
- Rozpětí: 33,55 m
- Délka: 20,23 m
- Výška: 5,47 m
- Nosná plocha: 97,4 m²
- Plošné zatížení: 240 kg/m²
- Prázdná hmotnost: 13 913 kg
- Běžná vzletová hmotnost : 23 424 kg
- Pohonná jednotka: 4x hvězdicový motor Pratt & Whitney R-1830-43
- Výkon pohonné jednotky: 1 200 k (900 kW)

### Výkony
- Cestovní rychlost: 344 km/h (215 mph) ve výšce 3 050 m (10 000 stop)
- Maximální rychlost: 480 km/h (300 mph) ve výšce 7 625 m (25 000 stop)
- Běžný dolet: 2 240 km (1 400 mil)
- Maximální dolet: 5 280 km (3 300 mil) při rychlosti 300 km/h (188 mph)
- Dostup: 9 150 m (30 000 stop)
- Výstup do 6 100 m: 60 minut

## Uživatelé
Indie

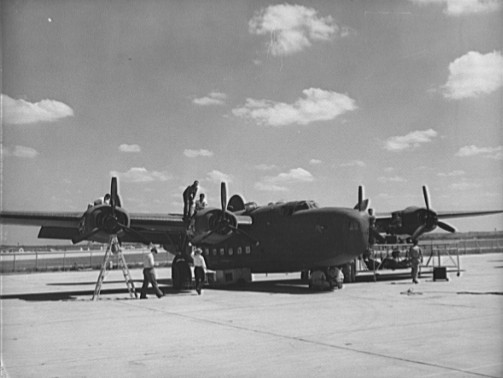
Údržba C-87 USAAF, 1942

- Indické letectvo - používalo dva opravené, původně vyřazené letouny.[5]

 Spojené království
- Královské letectvo (RAF)

 Spojené státy americké
- Námořní pěchota Spojených států amerických (USMC)
- Námořnictvo Spojených států amerických (US Navy)
- United States Army Air Forces (USAAF)